# Медово (Грчка)
Медово (Милеонас) је насеље у Грчкој у општини Преспа, периферија Западна Македонија. Према попису из 2021. године било је 5 становника.

## Географија
Медово је удаљено око 40 km северозападно од града Лерин (Флорина), у подножју планине Бела вода која се налази близу Малог Преспанског језера.

## Историја
Етнографија вилајета Адријанопољ, Монастир и Салоника, штампана 1878. године, која се односи на мушко становништво 1873. године. показује да је Медово имало 15 домаћинства и 40 житеља Словена. Боривоје Милојевић наводи да је 1921. године у Медову било 20 кућа Словена хришћана.
Године 1949. читаво становништво је напустило село због борби у грчком грађанском рату. Неки становници су се преселили у Југославију и источноевропске земље. Према попису из 1961. у Медову је било 107 становника, али због масовне миграције у иностранство у 1971. тај број се смањио на 47 и наставио да опада.
Године 1925. у Медову је изграђена црква Свети Никола.

## Становништво
На попису из 1961. године Медово је имало 107 становника, од чега су Словени већина а остало грчке избеглице.
Преглед становништва у свим пописним годинама од 1940. до данас:
| Година       | 1940 | 1951 | 1961 | 1971 | 1981 | 1991 | 2001 | 2011 |
| ------------ | ---- | ---- | ---- | ---- | ---- | ---- | ---- | ---- |
| Становништво | 209  | 0    | 107  | 47   | 27   | 2    | 1    | 2    |